# Kristijan Bistrović
Kristijan Bistrović, né le 9 avril 1998 à Koprivnica en Croatie, est un footballeur croate qui évolue au poste de milieu axial.

## Biographie

### Carrière en club

#### Slaven Belupo
Né à Koprivnica en Croatie, Kristijan Bistrović est formé par le club de sa ville natale, le NK Slaven Belupo. Il fait ses débuts en équipe première le 30 mai 2015, lors d'une défaite des siens par trois buts à deux face au NK Osijek.

#### CSKA Moscou
Bistrović est repéré par le CSKA Moscou qui le fait signer le 12 janvier 2018, lors du mercato hivernal. Il fait ses débuts dans la première division russe face à l'Akhmat Grozny, le 11 mars 2018. Il entre en jeu dans les derniers instants du match à la place de Bibras Natkho, et les siens s'imposent (0-3).
Le 18 août 2018, il est auteur de son premier but avec sa nouvelle équipe, et en même temps de sa première réalisation en pro, en contribuant à la victoire par trois buts à zéro du CSKA Moscou face à l'Arsenal Toula. Lors de cette saison là, il réalise ses débuts en Ligue des champions, en étant notamment titularisé à deux reprises dans les matchs de poules, contre le FC Viktoria Plzeň le 27 novembre 2018 (défaite 1-2 du CSKA) et face au Real Madrid le 12 décembre de la même année (victoire 3-0 du CSKA).

### Prêts successifs
En janvier 2021, Bistrović est prêté avec option d'achat au club turc de Kasımpaşa pour le reste de la saison 2020-2021.
Le 12 janvier 2022, il est prêté en Turquie une nouvelle fois, cette fois du côté du Fatih Karagümrük.
Le 24 juillet 2022, Bistrović est prêté pour une saison à l'US Lecce.
Son prêt à Lecce prend fin prématurément lors du mercato d'hiver 2023 et il est prêté dans la foulée au Fortuna Sittard jusqu'à la fin de la saison. Le club néerlandais dispose d'une option d'achat sur le joueur.
Le 14 septembre 2023, c'est avec un autre club russe que Kristijan Bistrović s'engage, le Baltika Kaliningrad, qu'il rejoint sous la forme d'un prêt avec option d'achat.

#### Retour au CSKA Moscou
Après plusieurs saisons en prêt dans différents clubs et un dernier passage au Baltika Kaliningrad, Kristijan Bistrović fait son retour au CSKA Moscou pour la saison 2024-2025. 

### En sélection nationale
Kristijan Bistrović reçoit sa première sélection avec l'équipe de Croatie espoirs le 25 mars 2019, face à la Italie, en match amical. Il est titulaire ce jour-là, et dispute l'intégralité de cette rencontre, qui se solde par un match nul (2-2). Bistrović inscrit son premier but avec les espoirs contre les Émirats arabes unis, le 5 septembre 2019. Son équipe s'impose par trois buts à zéro ce jour-là.
Bistrović est retenu avec cette sélection pour disputer le championnat d'Europe espoirs en 2021.

## Statistiques
| Saison                | Club                       | Championnat           | Championnat | Championnat | Championnat | Coupe(s) nationale(s) | Coupe(s) nationale(s) | Coupe(s) nationale(s) | Supercoupe | Supercoupe | Supercoupe | Compétition(s) continentale(s) | Compétition(s) continentale(s) | Compétition(s) continentale(s) | Compétition(s) continentale(s) | Total | Total | Total |
| Saison                | Club                       | Division              | M.          | B.          | P.d.        | M.                    | B.                    | P.d.                  | M.         | B.         | P.d.       | Comp.                          | M.                             | B.                             | P.d.                           | M.    | B.    | P.d.  |
| 2014-2015             | Slaven Belupo              | D1                    | 1           | 0           | 0           | -                     | -                     | -                     | -          | -          | -          | -                              | -                              | -                              | -                              | 1     | 0     | 0     |
| 2015-2016             | Slaven Belupo              | D1                    | -           | -           | -           | -                     | -                     | -                     | -          | -          | -          | -                              | -                              | -                              | -                              | 0     | 0     | 0     |
| 2016-2017             | Slaven Belupo              | D1                    | 2           | 0           | 0           | -                     | -                     | -                     | -          | -          | -          | -                              | -                              | -                              | -                              | 2     | 0     | 0     |
| 2017-2018             | Slaven Belupo              | D1                    | 12          | 0           | 0           | 1                     | 0                     | 0                     | -          | -          | -          | -                              | -                              | -                              | -                              | 13    | 0     | 0     |
| Sous-total            | Sous-total                 | Sous-total            | 15          | 0           | 0           | 1                     | 0                     | 0                     | -          | -          | -          | -                              | -                              | -                              | -                              | 16    | 0     | 0     |
| 2017-2018             | CSKA Moscou                | D1                    | 7           | 0           | 0           | -                     | -                     | -                     | -          | -          | -          | C3                             | 2                              | 0                              | 0                              | 9     | 0     | 0     |
| 2018-2019             | CSKA Moscou                | D1                    | 20          | 2           | 2           | -                     | -                     | -                     | 1          | 0          | 0          | C1                             | 2                              | 0                              | 0                              | 23    | 2     | 2     |
| 2019-2020             | CSKA Moscou                | D1                    | 28          | 1           | 5           | 2                     | 0                     | 0                     | -          | -          | -          | C3                             | 6                              | 0                              | 0                              | 36    | 1     | 5     |
| 2020-2021             | CSKA Moscou                | D1                    | 14          | 2           | 0           | -                     | -                     | -                     | -          | -          | -          | C3                             | 6                              | 1                              | 0                              | 20    | 3     | 0     |
| 2021-2022             | CSKA Moscou                | D1                    | 6           | 1           | 0           | 2                     | 1                     | 1                     | -          | -          | -          | -                              | -                              | -                              | -                              | 8     | 2     | 1     |
| Sous-total            | Sous-total                 | Sous-total            | 75          | 6           | 7           | 4                     | 1                     | 1                     | 1          | 0          | 0          | -                              | 16                             | 1                              | 0                              | 96    | 8     | 8     |
| 2020-2021             | Kasımpaşa SK (prêt)        | D1                    | 20          | 0           | 4           | -                     | -                     | -                     | -          | -          | -          | -                              | -                              | -                              | -                              | 20    | 0     | 4     |
| Sous-total            | Sous-total                 | Sous-total            | 20          | 0           | 4           | -                     | -                     | -                     | -          | -          | -          | -                              | -                              | -                              | -                              | 20    | 0     | 4     |
| 2021-2022             | Fatih Karagümrük (prêt)    | D1                    | 18          | 1           | 1           | 2                     | 0                     | 2                     | -          | -          | -          | -                              | -                              | -                              | -                              | 20    | 1     | 3     |
| Sous-total            | Sous-total                 | Sous-total            | 18          | 1           | 1           | 2                     | 0                     | 2                     | -          | -          | -          | -                              | -                              | -                              | -                              | 20    | 1     | 3     |
| 2022-2023             | US Lecce (prêt)            | D1                    | 11          | 0           | 0           | 1                     | 0                     | 0                     | -          | -          | -          | -                              | -                              | -                              | -                              | 12    | 0     | 0     |
| Sous-total            | Sous-total                 | Sous-total            | 11          | 0           | 0           | 1                     | 0                     | 0                     | -          | -          | -          | -                              | -                              | -                              | -                              | 12    | 0     | 0     |
| 2022-2023             | Fortuna Sittard (prêt)     | D1                    | 13          | 1           | 0           | -                     | -                     | -                     | -          | -          | -          | -                              | -                              | -                              | -                              | 13    | 1     | 0     |
| Sous-total            | Sous-total                 | Sous-total            | 13          | 1           | 0           | -                     | -                     | -                     | -          | -          | -          | -                              | -                              | -                              | -                              | 13    | 1     | 0     |
| 2023-2024             | Baltika Kaliningrad (prêt) | D1                    | 11          | 1           | 0           | 4                     | 1                     | 1                     | -          | -          | -          | -                              | -                              | -                              | -                              | 15    | 2     | 1     |
| Sous-total            | Sous-total                 | Sous-total            | 11          | 1           | 0           | 4                     | 1                     | 1                     | -          | -          | -          | -                              | -                              | -                              | -                              | 15    | 2     | 1     |
| Total sur la carrière | Total sur la carrière      | Total sur la carrière | 163         | 9           | 12          | 12                    | 2                     | 4                     | 1          | 0          | 0          | -                              | 16                             | 1                              | 0                              | 192   | 12    | 16    |

## Palmarès

### En club
| CSKA Moscou - Supercoupe de Russie - Vainqueur en 2018 |